# UTC+5:45
UTC+5:45 је време на Непалу од 1986. године. То је приближно Средње време Катмандуа, тј. око 5 часова и 45 минута испред Средњег гриничког времена. Пре 1986. се користило UTC+5:40.